# مقاطعة لافاييت (فلوريدا)
مقاطعة لافاييت هي مقاطعة في فلوريدا، بلغ عدد سكانها 8٬870  نسمة، في 2010، عاصمتها مايو، فلوريدا، تبلغ مساحتها 1٬419 كيلومتر مربع.

## الموقع
تشترك في الحدود مع:
- مقاطعة سواني
- مقاطعة ديكسي (فلوريدا).

## التقسيمات الإدارية
- مايو، فلوريدا.